# Bengt Frejd
Bengt Frejd, född 3 maj 1948, är en fotbollstränare, samhällsdebattör, sportklubbsordförande och kommunist från Göteborg.
Bengt Frejd är en profil inom svensk idrottsrörelse känd för sitt engagemang för såväl svensk ungdom som inom internationella frågor. Han har länge varit en av den svenska breddidrottens försvare, engagerad inom den svenska idrottsrörelsen mot klubbarnas bolagisering, för tidig "toppning" av ungdomslagen, raka seriepyramider och höga klubbavgifter.
Bengt Frejd är inte bara engagerad i den göteborgska ungdomen, även de internationella frågorna står högt på dagordningen. Som Proletären FF:s ordförande har han i decennier varit engagerad mot dåtidens sydafrikanska apartheid och nutidens, enligt Frejd själv, israeliska dito. Bland annat är han drivande i arrangerandet av den årligen hållna löpartävlingen Fredsloppet. Som ordförande för PFF gör han mycket inom solidaritetsarbetet för det palestinska folket, exempelvis driver han frågan om en internationell idrottsbojkott av Israel, och är flitigt förekommande som talare på de protestmöten som ofta hålls i samband med idrottsarrangemang som de europeiska mästerskapen där Israel deltar.
Tillsammans med bland andra journalisten Ingrid Segerstedt Wiberg, journalisten Per Nygren och EU-parlamentarikern Herman Schmid drev Frejd företrädd av professor Dennis Töllborg frågan om rätten att få tillgång till de registrerade uppgifterna till Europadomstolen där man ansåg att svenska staten med sin åsiktsregistrering begått brott mot de mänskliga rättigheterna och skadestånd utdömdes, varmed Kammarrätten som behandlat ärendet 2000 gavs bakläxa. I och med säkerhetspolisens registrering av Frejds aktiviteter som ordförande för PFF kartlades en stor del av Göteborgs idrottsprofiler, bland andra IFK Göteborgs fotbollsansvarige Roger Gustafsson och Stefan Albrektsson, klubbdirektör i handbollsklubben IK Sävehof.
Bengt Frejd brukar ställa upp på Kommunistiska Partiets listor till valen till kommunfullmäktige i Göteborg.

## Priser och utmärkelser (urval)
- 2001 - Svenska Idrottsrörelsens Studieförbund Idrottsutbildarnas stora ledarstipendium